# ادکلن

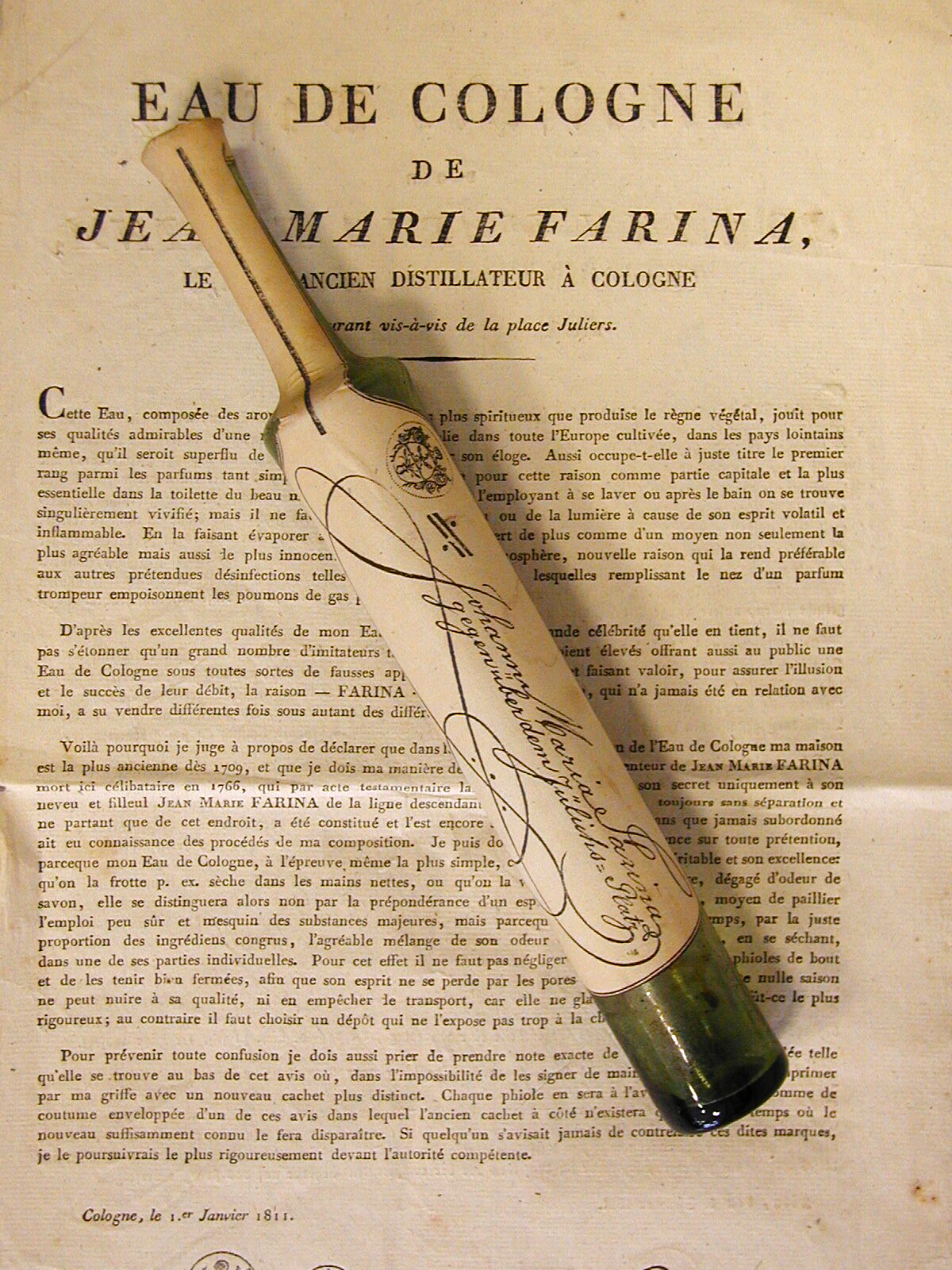
ادکلن تولیدِ یوهان ماریا فارینا، سال ۱۸۱۱

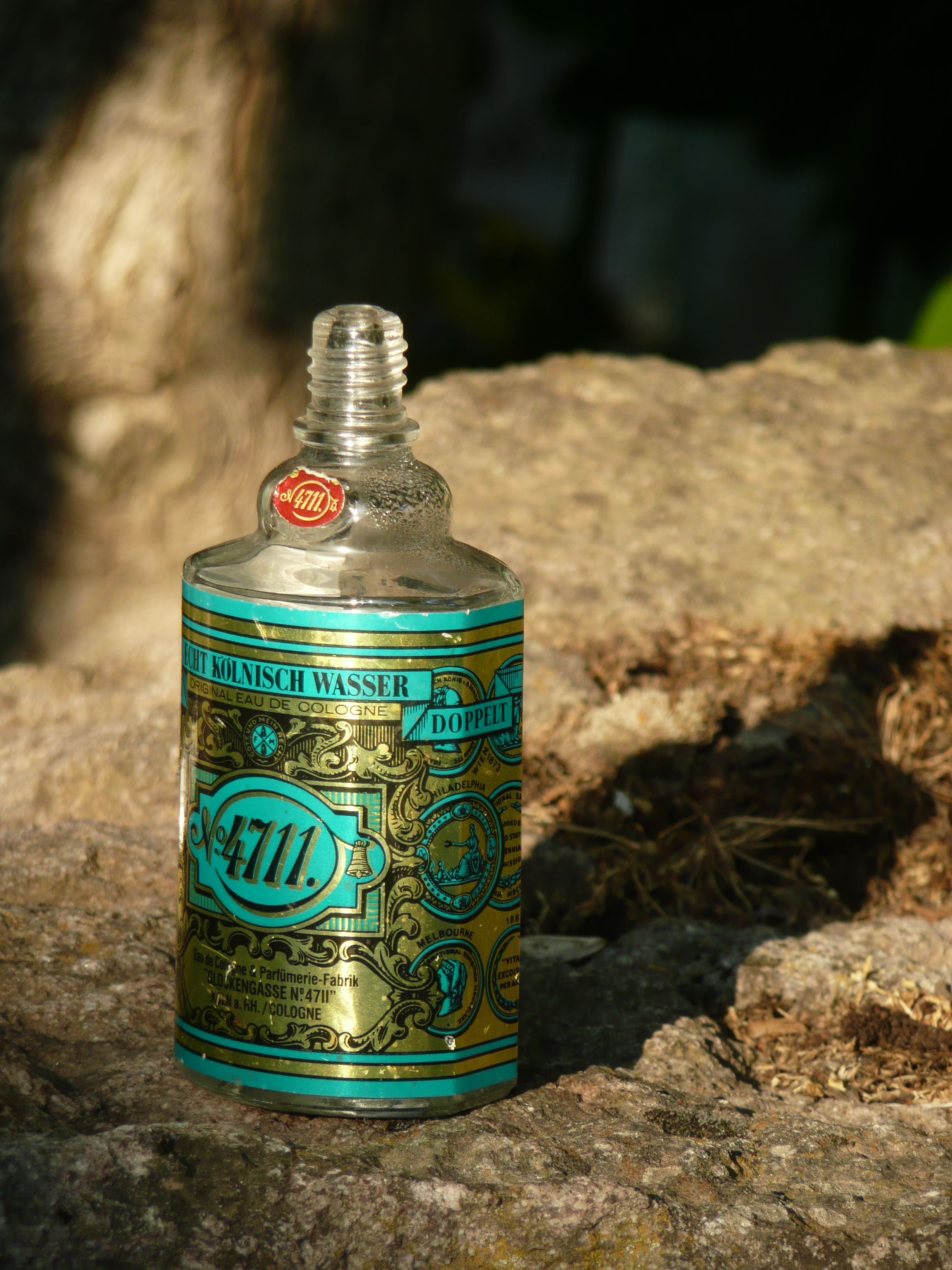
ادکلن ۴۷۱۱، معروف‌ترین ادکلن جهان

اُدْکُلُن یا اُدُکُلُن یا اُدوکُلُن (به فرانسوی: eau de Cologne)‏ (فرانسوی: [o d(ə) kɔlɔɲ]) عطری است که در کلن آلمان به وجود آمده‌است. این واژه در لغت به معنای «آبِ کُلن» است. این معجونِ محبوب اولین بار توسط یوهان ماریا فارینا در سال ۱۷۰۹ ترکیب شد. معمولاً به عطرهایی که در ترکیبشان ۲ تا ۵ درصد پرفیوم استفاده می‌شود، از لحاظ فنی ادکلن می‌گویند. در ترکیب ادکلن معمولاً ۷۰ تا ۹۰ درصد الکل به کار می‌رود.

## نگارخانه

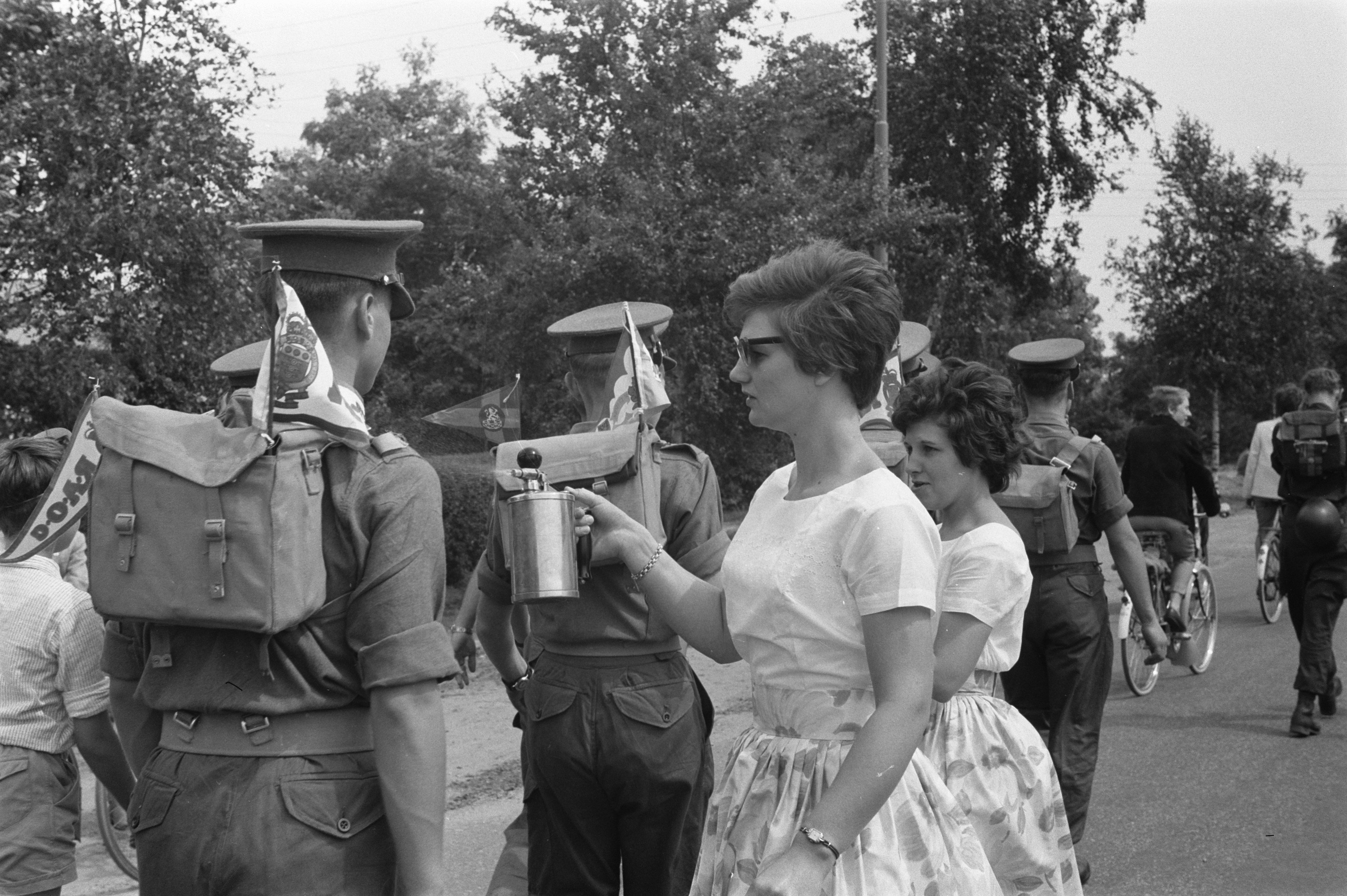
ادکلن زدن برای خوشبویی سرباز ها
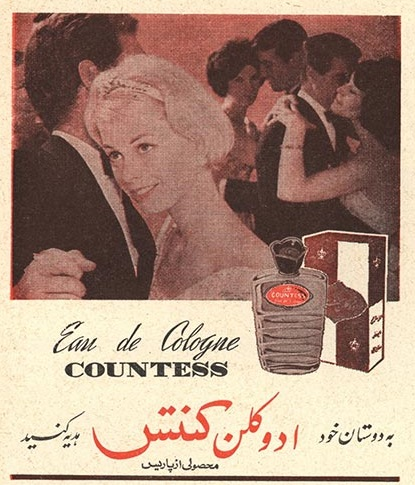
تبلیغات ادکلن
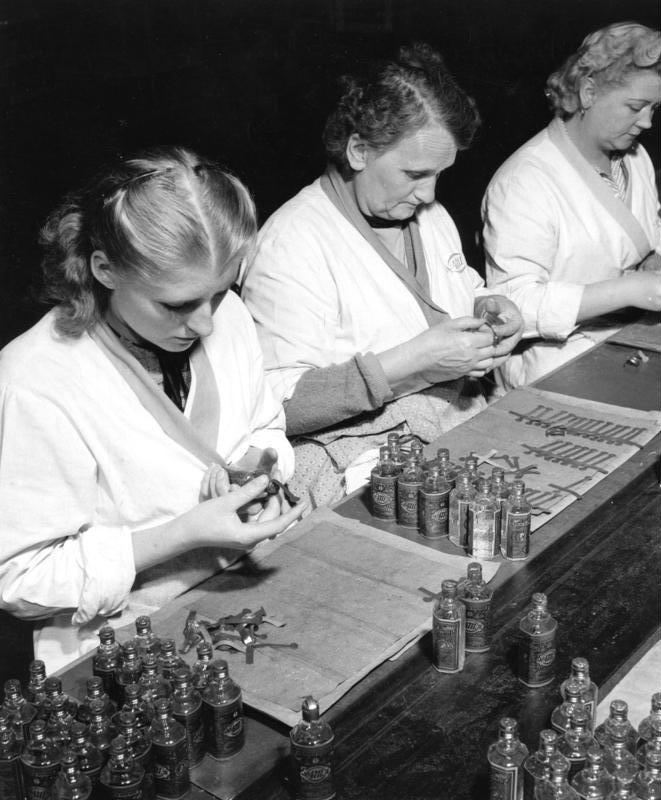
بسته بندی ادکلن
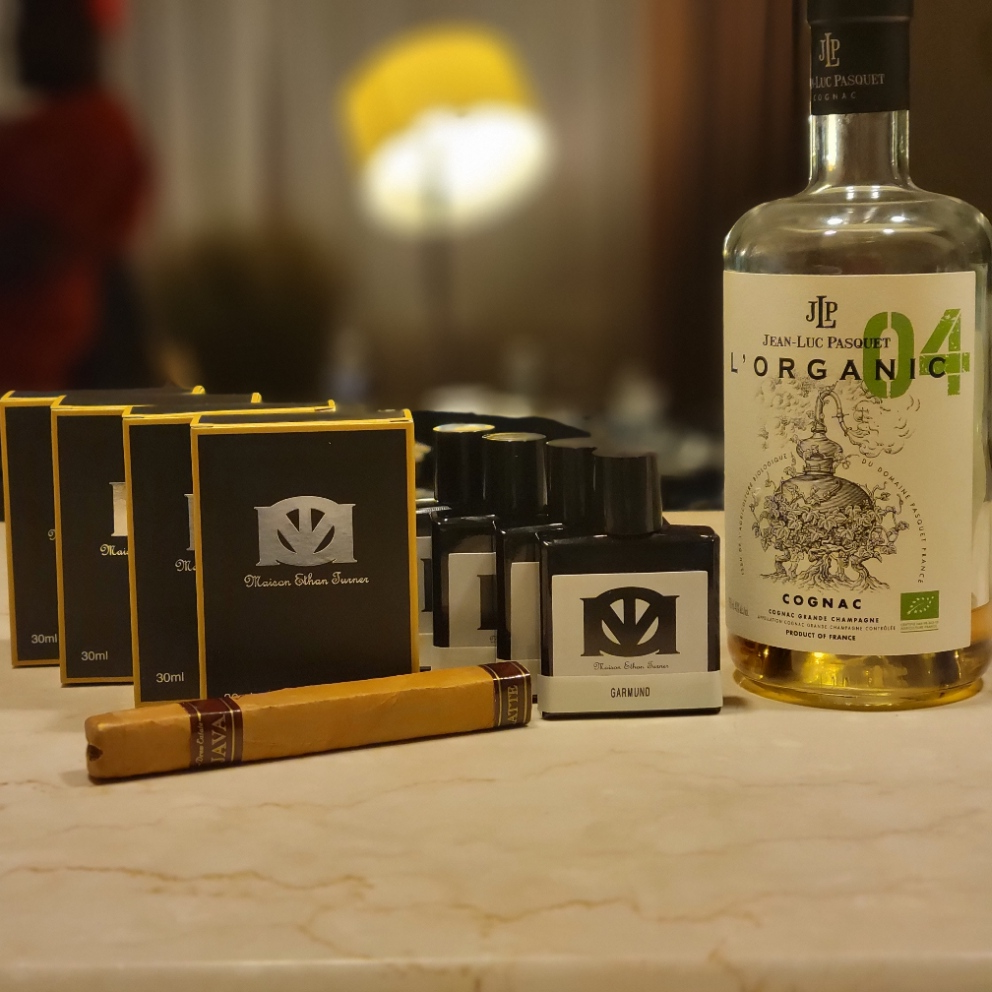
ادکلن
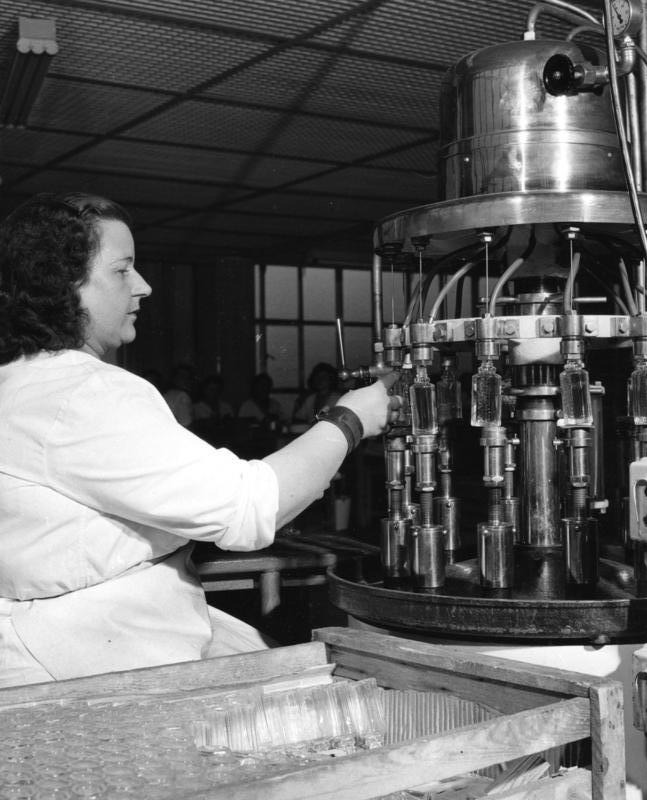
کارخانه ادکلن